# Mirjam Fried
Mirjam Fried (cz. Mirjam Friedová; ur. 1956) – czesko-amerykańska językoznawczyni; slawistka i bohemistka. Zajmuje się zagadnieniami z zakresu lingwistyki ogólnej i teoretycznej oraz komparatystyki słowiańskiej i bohemistycznej, zwłaszcza na polu składni.
Jest absolwentką praskiego Uniwersytetu Karola, gdzie kształciła się w zakresie bohemistyki, łaciny i anglistyki. Dalszą edukację odbyła na Uniwersytecie Kalifornijskim w Berkeley, gdzie uzyskała magisterium z lingwistyki ogólnej oraz doktorat (Grammatical subject and its role in the grammar of case languages). W latach 1998–2001 wykładała na tejże uczelni, a w okresie od 2001 do 2008 pracowała jako adiunkt na Uniwersytecie w Princeton.
W 2008 roku uzyskała tytuł docenta na Uniwersytecie Helsińskim. Została także zatrudniona jako pracownik naukowy Instytutu Języka Czeskiego Akademii Nauk Republiki Czeskiej.
W latach 2014–2018 była dziekanem Wydziału Filozoficznego Uniwersytetu Karola.